# Gaár Vilmos
Gaár Vilmos (Győrsziget, 1862. május 6. – Budapest, 1939. július 17.) magyar jogász, szakíró, szerkesztő.

## Élete
Tanulmányait a Pannonhalmi Szent Benedek-rend Győri Főgimnáziumában kezdte, amit a győri Királyi Jogakadémián folytatott, végül a budapesti Királyi Magyar Tudományegyetemen szerzett diplomát.
1884-től ügyvédi tevékenységet folytatott ügyvédjelöltként Győrött és Sopronban. A soproni kereskedelmi középiskola jogi és közgazdasági tárgyak tanára lett. 1888-ban tette le az ügyvédi vizsgát, ezt követően Sopronban ügyvédi irodát nyitott. Emellett élénken részt vett Sopron társadalmi életében is, 1888-tól a Sopron című lapnak, majd a Soproni Hírlapnak volt a felelős szerkesztője.
1907-től ítélőtáblai bíró lett Budapesten, majd 1914 és 1925 között kúriai bíró volt. 8 évig a hiteljogi, 2 évig a családjogi és örökösödési tanácsban működött. Nyugdíjazását követően 1932-től 1939-ig ügyvédként dolgozott Budapesten. 1902-ben a Magyar Jogász Egylet tagjának választotta. 1908-tól a budapesti ügyvédvizsgáló bizottság munkájába is részt vett. 1912 és 1939 között a székesfőváros törvényhatósági bizottságának tagja volt, és Budapest Törvényhatósági Közgyűlése 1927-ben a felsőház tagjává választotta. 1923 és 1934 között a Jogállam című folyóirat társszerkesztője volt. 

## Munkássága
Munkássága során főként magánjoggal és eljárásjoggal foglalkozott, elsősorban a polgári perjog és perrendtartás kérdéseivel. A gyakorlattal szoros kapcsolatot tartó jogszabály- és döntvénygyűjteményeket készített, ezáltal vált közismertté. Részt vett a Grill-féle jogszabálygyűjtemények és döntvénytárak szerkesztésében, tekintettel a polgári peres és peren kívüli eljárásokra. A Fodor-Márkus-féle Magyar magánjog című gyűjteményes munka megírásában a tartási kötelezettség Gaár munkásságának eredménye. Jogirodalmi tevékenysége jelentős volt, szakcikkei többek között a Jogállam, a Törvényhozók lapja, a Kereskedelmi jog, az Ügyvédek lapja, az Adó- és illetékügyi szemle, a Bírák és ügyészek lapja, a Jogtudományi közlöny, a Telekkönyv, a Magyar jogászújság, A jog, az Anyakönyvi közlemények és a Magyar Jogászegyleti Értekezések című folyóiratokban jelentek meg, munkatársa volt a Pallas Nagy Lexikonának és a Jogi Lexikonnak.

## Főbb művei
- Az örökbefogadásról. Budapest: Grill, 1898. 38 p.
- A sommás eljárás (1893. évi XVIII.tcz.) a reá vonatkozó bírói joggyakorlattal kiegészítve. Budapest: Athanaeum, 1900. 274 p.
- Igazságügyi szervezet. Peren kívüli eljárások: kisajátítási eljárás: örökösödési eljárás: telekkönyvi rendelet a betétszerkesztéssel: katonai házassági óvadék becslése. Budapest: Grill Károly udvari könyvkereskedése, 1901. 968 p.
- A kisajátítási eljárás. 1881. XLI. törvénycikk. Budapest: Grill, 1901. 39 p.
- A közjegyzői rendtartás. 1874. XXXL. t.cz., 1880. LI.t.cz.,1886. VII. t.cz. Budapest: Grill, 1901. 96 p.
- A köztisztviselők minősítéséről, nyugdíjazásáról és javadalmazásáról szóló törvények gyűjteménye. Budapest: Grill, 1901. 75 p.
- Örökösödési eljárás. 1894: XVI. törvényczikk. Budapest: Grill, 1901. 140 p.
- Telekkönyvi rendtartás és betétszerkesztés. Budapest: Grill, 1901. 257 p.
- Ügyvédi rendtartás : 1874: XXXIV. tcz. és 1887: XXVIII. tcz. Budapest: Grill, 1901. 54 p.
- A bizonyítás a polgári perben. Budapest: Grill., 1907. 242 p.
- Igazságügyi szervezet. Peren kívüli eljárások: kisajátítási eljárás: örökösödési eljárás: telekkönyvi rendelet a betétszerkesztéssel: katonai házassági óvadék becslése. 4. kiadás. Budapest: Grill, 1907. 890 p.
- A magyar polgári perrendtartás magyarázata.(1911. évi 1. t.cz.) Budapest : Atheneum, 1911. 1-2. kötet
  - 1. kötet 368 p.
  - 2. kötet 432 p.
- 1912:LXV. törvényczikk az állami alkalmazottak, valamint azok özvegyeinek és árváinak ellátásáról. Budapest : Ráth Mór, 1913. 128 p.
- 1913. évi XIV. törvénycikk az országgyűlési képviselők választásáról. Budapest : Ráth Mór, 1913. 96 p.
- Az elemi népiskolai tanítók illetményeinek és az elemi népiskolák jogviszonyainak szabályozása. Budapest: Ráth Mór, 1913. 69 p.
- 1914. évi XIV. törvénycikk a sajtóról.2.,a végrehajtási rendelettel bővített kiadás. Budapest : Ráth Mór, 1914. 82 p.
- A magyar polgári perrendtartást életbeléptető törvények (1912:LIV. és LV. t.-c.) magyarázata. Budapest: Athenaeum, 1914. 172 p.
- A sajtójogi kártérítési felelősség. Budapest: Márkus Ny., 1914. 24 p.
- Választójogi törvények és rendeletek. 2. kiadás. Budapest: Ráth, 1914. 224 p.
- Az adós késedelme és a pénz értékcsökkenése. Budapest : Franklin, 1923. 15 p.
- Az állatforgalmi szavatosság : az 1923. t.c. rendszeres magyarázata a joggyakorlattal. Budapest: Sylvester Ny., 1929. 92 p.
- Igazságügyi szervezet. Telekkönyvi eljárás. Budapest: Grill, 1929. 812 p.

## Forrás
- Gaár Vilmos életrajza. Országgyűlési Könyvtár. Magyar Jogi Portál

- Gyászjelentése